# Гордини, Альдо
Альдо Гордини (фр. Aldo Gordini, 20 мая 1921, Болонья — 28 января 1995 Париж) — французский автогонщик итальянского происхождения, сын Амеди Гордини, владельца французского производителя спортивных машин Gordini.
С 1946 года работал в семейной гоночной команде механиком. В 1950 году принимал участие в нескольких гонках Формулы-2, управляя Type 11. В 1951 году принимал участие в Гран-при Франции, а также в одной внезачетной гонке Формулы-1. В том же году участвовал в 24 часах Ле-Мана в составе Gordini. По окончании 1951 года завершил карьеру автогонщика.
Умер в Париже в 1995 году.

## Результаты в Формуле-1
| Сезон | Команда        | Шасси                 | Двигатель       | Ш | 1   | 2   | 3   | 4        | 5   | 6   | 7   | 8   | Место | Очки |
| ----- | -------------- | --------------------- | --------------- | - | --- | --- | --- | -------- | --- | --- | --- | --- | ----- | ---- |
| 1951  | Equipe Gordini | Simca Gordini Type 11 | Gordini 1,5 L4C | Е | ШВА | 500 | БЕЛ | ФРА Сход | ВЕЛ | ГЕР | ИТА | ИСП | —     | 0    |

## Результаты в 24 часах Ле-Мана
| Дата          | #  | Команда             | Шасси              | Двигатель      | Группа | Финишная позиция | Причина схода   |
| ------------- | -- | ------------------- | ------------------ | -------------- | ------ | ---------------- | --------------- |
| 24-25.06.1950 | 34 | Automobiles Gordini | Simca Gordini T15S | Gordini 1,5 L4 | S 1,5  | Сход             | Коробка передач |
| 23-24.06.1951 | 40 | Equipe Gordini      | Simca Gordini T15S | Gordini 1,5 L4 | S 1,5  | Сход             | Топливный насос |